# Потауатоми (окръг, Айова)
Окръг Потауатоми (на английски: Pottawattamie County) е окръг в щата Айова, Съединени американски щати. Площта му е 2486 km², а населението – 87 704 души. Административен център е град Каунсъл Блъфс.